# Crossfaith
Crossfaith (jap. クロスフェイス, Kurosufeisu) ist eine Trancecore-Band aus der Präfektur Osaka, Japan. Die Gruppe besteht aus den Musikern Kenta Koie (Gesang), Kazuki Takemura (Gitarre), Hiroki Ikegawa (E-Bass), Tatsuya „Tatsu“ Amano (Schlagzeug) und Terufumi „Teru“ Tamano (Keyboard, Synthesizer). Laut Aussagen der Mitglieder gründete sich die Band im November 2006.

## Geschichte
2008 erschien ihre erste EP Blueprint of Reconstruction, damals noch in Eigenregie. Am 29. April 2009 folgte das erste Album The Artifical Theory for the Dramatic Beauty, das eine Mischung aus japanischem Screamo und Metalcore war. Für Aufnahme und Vertrieb war Zestone Records zuständig. Es folgte eine ausgedehnte Tour durch Japan, während der die Band auf zahlreichen Festivals, unter anderem dem größten japanischen Metalfestival Loud Park, spielte. 2010 erschien The Artifical Theory for the Dramatic Beauty auch in Europa, wo es über Gan-Shin Records vertrieben wurde. Während dieser Zeit begann die Band mit dem Schreiben neuer Songs, wobei sie durch Andrew Wade, bekannt als Produzent von A Day to Remember, unterstützt wurden.
Im April 2011 folgte das zweite Album The Dream, The Space, das erneut über Zestone (in Japan) und weltweit über Tragic Hero Records vermarktet wurde. Nach dem Release ging die Band wieder auf Tour, wo sie unter anderem mit Funeral for a Friend auftraten und auf dem Festival Summer Sonic, dem größten Rockfestival Japans, vor mehr als 10.000 Besuchern spielten. Ebenfalls 2011 erschien eine Compilation über BM Records, auf der die Gruppe mit dem Lied Promise vertreten ist. Aufgrund des großen Erfolges in Japan beschloss die Band, auch außerhalb der Landesgrenzen zu spielen. Es folgte eine Tournee durch die USA und weitere im asiatischen Raum: So etwa mit Parkway Drive durch die Volksrepublik China und mit Alesana durch den Südosten Asiens.
2012 waren sie erneut auf einer Compilation, diesmal über Zestone Records mit dem Song Monolith vertreten. Wenige Monate später erschien ihre zweite EP Zion. Im selben Jahr besuchte die Band erstmals Großbritannien, wo sie gemeinsam mit Of Mice & Men eine 16-tägige Tour spielten. Danach folgte erneut eine Asientour. Am 10. August 2012 wurde die EP Zion via Halfcut Records veröffentlicht, es folgte eine Tour durch Australien und Europa.

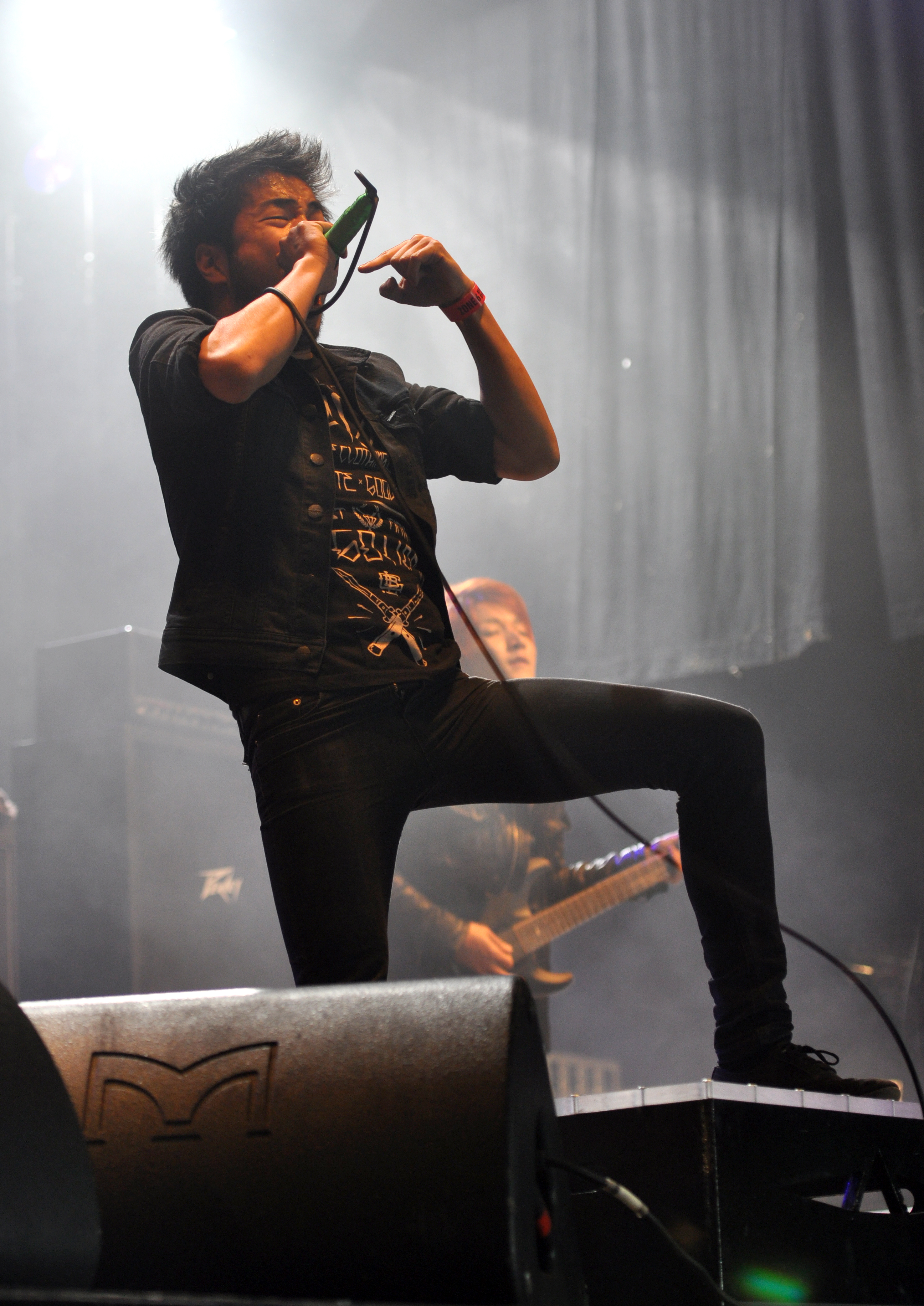
Kenta Koie
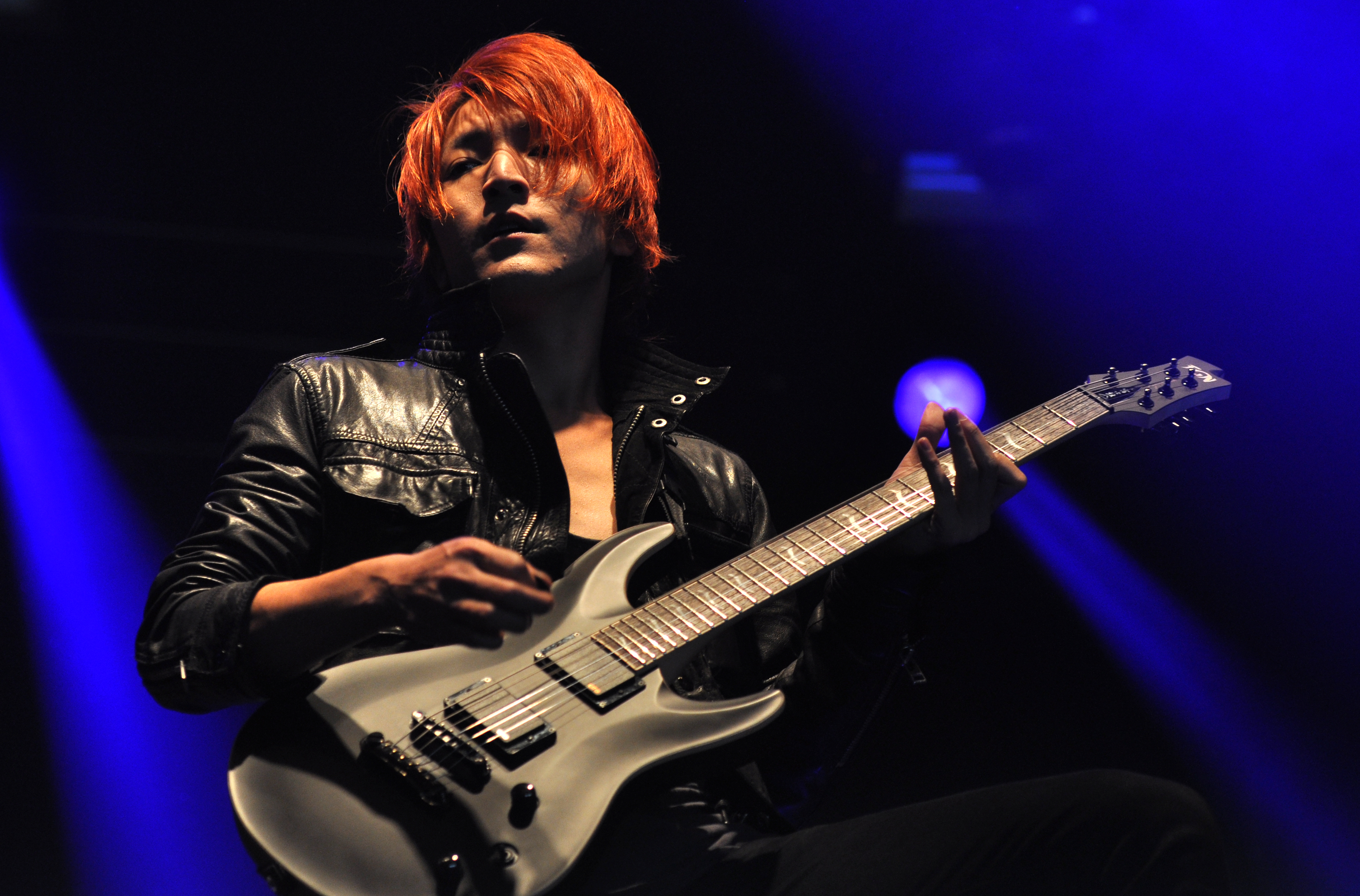
Kazuki Takemura
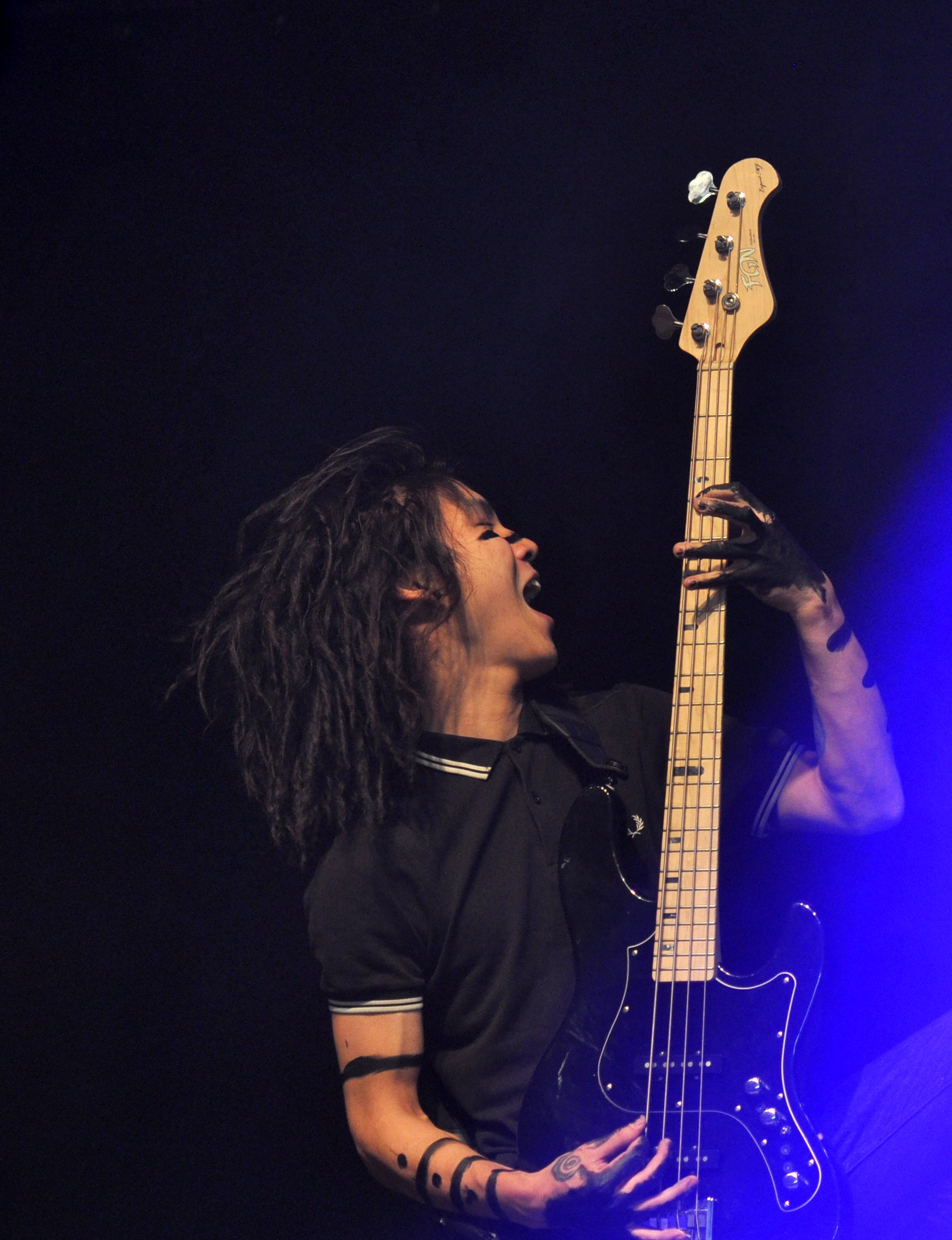
Hiroki Ikegawa
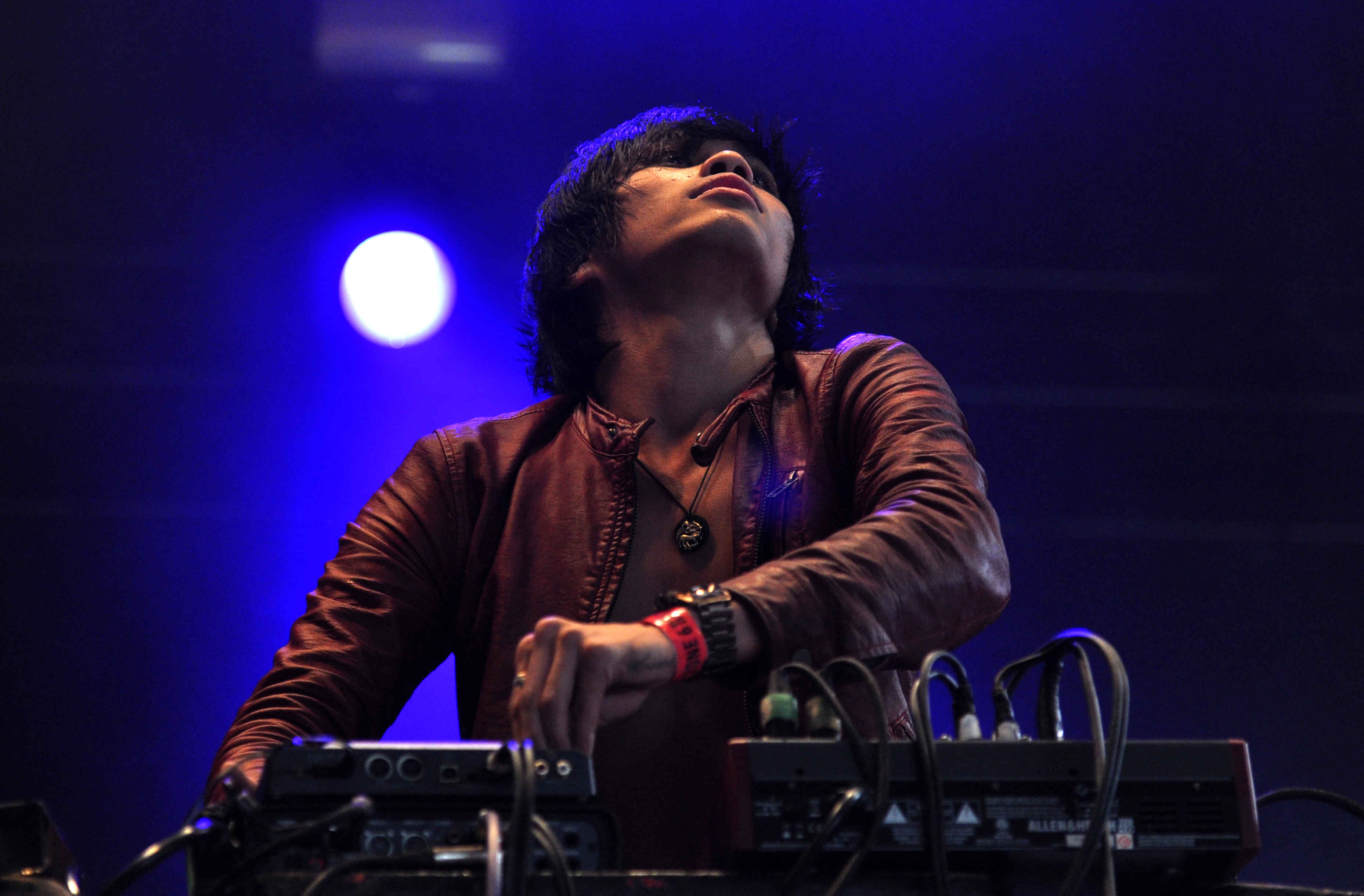
Terufumi Tamano
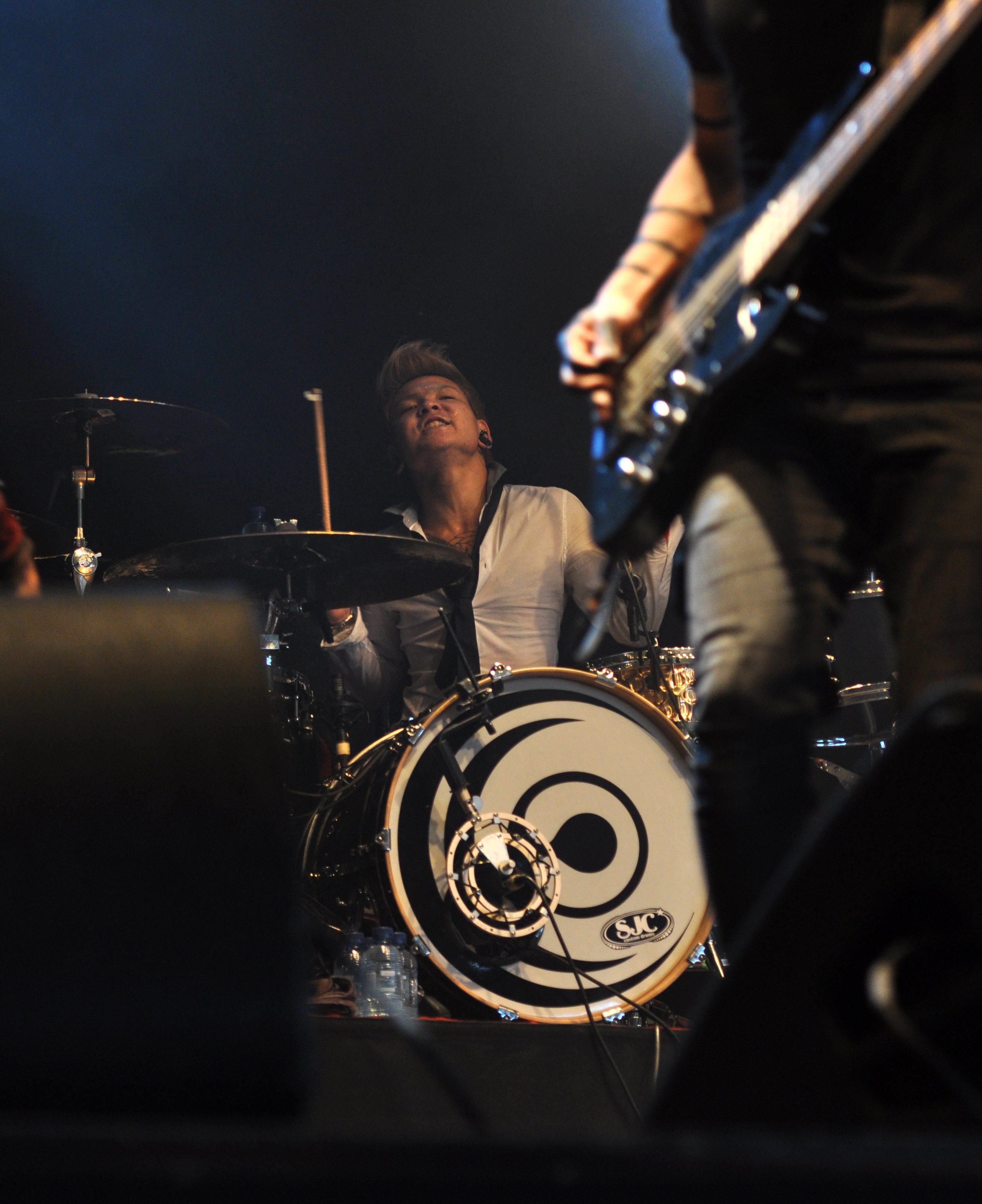
Tatsuya Amano

## Diskografie

### Alben
- 2009: The Artifical Theory for the Dramatic Beauty (Zestone Records)
- 2011: The Dream, The Space (Zestone Records, Tragic Hero Records)
- 2013: Apocalyze (Search and Destroy Records/Sony Music)
- 2015: Xeno (UNFD, Ariola Japan, Razor & Tie)
- 2018: Ex_Machina (UNFD)
- 2024: Ark (UNFD)

### EPs
- 2008: Blueprint of Reconstruction
- 2012: Zion
- 2014: Madness
- 2016: New Age Warriors
- 2017: New Age Warriors Remix EP
- 2017: Freedom
- 2018: Wipeout
- 2020: Species